# John Thomas (lekkoatleta)
John Curtis Thomas (ur. 3 marca 1941 w Bostonie, zm. 15 stycznia 2013 w Brockton) – amerykański lekkoatleta, skoczek wzwyż.
30 kwietnia 1960 w Filadelfii ustanowił rekord świata w skoku w wzwyż z wynikiem 2,17 m. W tym samym roku poprawiał ten rekord jeszcze dwukrotnie: na 2,18 m (24 czerwca w Bakersfield i na 2,22 m (1 lipca w Stanford).
Był faworytem konkursu skoku w wzwyż na igrzyskach olimpijskich w 1960 w Rzymie, jednak musiał zadowolić się brązowym medalem ulegając zawodnikom radzieckim Robertowi Szawłakadze i Walerijowi Brumelowi. Cztery lata później na igrzyskach olimpijskich w 1964 w Tokio zdobył srebrny medal, ponownie przegrywając z Brumelem (który w międzyczasie odebrał mu rekord świata), a wyprzedzając swego kolegę z reprezentacji USA Johna Rambo.
Był mistrzem Stanów Zjednoczonych (AAU) na otwartym stadionie w 1960 i 1962 oraz w hali w 1959, 1960, 1962, 1964 i 1966. Był również akademickim mistrzem USA (NCAA) w 1960 i 1961.